# Ben Ellermann
Ben Ellermann (* 12. Februar 1998 in Hamburg) ist ein deutscher Rugbyspieler. Er spielt auf der Position des Flügelstürmer in der deutschen Siebener-Rugby-Nationalmannschaft und seit 2023 für den Verein UBB Sevens (Union Bordeaux Bègles). Zu seinen Erfolgen mit der Nationalmannschaft gehört der Europameistertitel 2019 und der Vize-Europameistertitel 2018, 2021 und 2022.

## Biografie

### Vereinskarriere
Ellermann begann 2013 mit 15 Jahren in der Jugend des FC St. Pauli mit dem Fünfzehner-Rugby. Schnell machte er als Talent auf sich aufmerksam. Nach seiner Jugendzeit spielte er für die 1. Herren des FC St. Pauli in der Rugby-Bundesliga.
Von 2018 bis 2019 absolvierte er mit Unterstützung vom DRV einen Reise nach Australien, Neuseeland und Fidschi, wo er beim North Brisbane Rugby Club, Noosa Rugby Union Club und mit den Teams Stars Rugby 7s und Sydney Stars trainierte und an mehreren Turnieren teilnahm. Seit 2023 spielte Ellermann für UBB Sevens in Frankreich die Turnierserie In Extenso SuperSevens Rugby. 2023 wurde er mit UBB Etappensieger in Clermont-Ferrand und belegte den 2. Platz der Etappe in Pau. 2024 folgten weitere Etappensiege in Mont-de-Marsan und La Rochelle.

### Nationalmannschaft

#### 15er-Rugby
Ellermann wurde 2016 in die deutsche U18-Nationalmannschaft berufen und nahm an Lehrgängen und Turnieren wie der U18-Europameisterschaft in Lissabon teil. 2017 debütierte er in der deutschen U20-Nationalmannschaft und belegte mit ihr bei der U20-Europameisterschaft in Bukarest den 6. Platz. 2017 absolvierte er außerdem ein Testspiel für die deutsche 15er-Nationalmannschaft gegen Kenia.

#### Siebener-Rugby
Seit 2017 ist Ellermann Teil der deutschen Siebener-Rugby-Nationalmannschaft. Mit dem sogenannten Wolfpack wurde er 2019 in Moskau und Łódź Europameister sowie Vize-Europameister in den Jahren 2018 (in Łódź), 2021 (in Lisabon und Moskau) und 2022 (in Lisabon und Krakau). Bei der Weltmeisterschaft 2022 in Kapstadt belegte das Team den 18. Platz. Die Mannschaft qualifizierte sich zudem im Mai 2025 in Los Angeles für die HSBC SVNS Series 2026 in Division 2.

### Spielweise und Position
Ellermann wird im Siebener-Rugby hauptsächlich im Sturm eingesetzt. Er trägt die Rückennummer 8. Sein Spiel zeichnet sich durch Explosivität im Kontakt und hohe Geschwindigkeit aus.

### Erfolge und Auszeichnungen
- Europameister Siebener-Rugby: 2019
- Vize-Europameister Siebener-Rugby: 2018, 2021, 2022

### Privatleben
Parallel zu seiner sportlichen Laufbahn studierte Ellermann von 2019 bis 2023 Sportwissenschaft und Psychologie an der Universität Heidelberg. Im Rahmen des Spitzensport-Programms der Hochschule erhielt er ein Sportstipendium sowie ein Sportstipendium der Sporthilfe. Nebenberuflich ist er als Sporttherapeut tätig.
Abseits des Spielfelds unterstützt er seit mehreren Jahren die Movember-Stiftung, die sich für Männergesundheit (u. a. gegen Prostatakrebs und für Suizidprävention) einsetzt. Ellermann beteiligt sich an Aufklärungskampagnen, sammelt Spenden und tritt als offizieller Movember-Botschafter bei Unternehmen auf.
Zudem entwickelt er gemeinsam mit Fechterin Léa Krüger eine Plattform zur Förderung medizinischer und mentaler Gesundheit von Leistungssportlern unter dem Namen „Mehr als Muskeln – Von Athleten für Athleten“. Das Projekt wurde für den Preis „Start‑up des Jahres 2025“ der Deutschen Sporthilfe nominiert.